# Halterofilismo nos Jogos Olímpicos de Verão de 2016 - Até 85 kg masculino

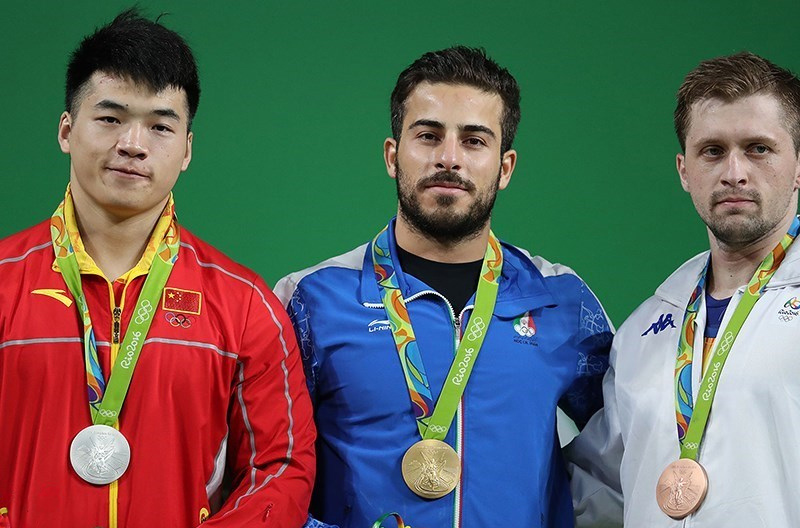
Medalhistas da categoria, Gabriel Sîncrăian (direita) foi posteriormente desclassificado por doping.

A competição da categoria até 85 kg masculino do halterofilismo nos Jogos Olímpicos de Verão de 2016 foi realizada no dia 12 de agosto no Pavilhão 2 do Riocentro.
Originalmente o romeno Gabriel Sîncrăian conquistou a medalha de bronze, mas foi desclassificado em 8 de dezembro de 2016 após o Tribunal Arbitral do Esporte anular todos os seus resultados por testar positivo no antidoping para testosterona exógena. A Federação Internacional de Halterofilismo repassou a medalha para o cazaque Denis Ulanov.

## Calendário
Horário local (UTC-3)
| Dia          | Horário | Fase    |
| ------------ | ------- | ------- |
| 12 de agosto | 10:00   | Grupo B |
| 12 de agosto | 19:00   | Grupo A |

## Recordes
Antes desta competição, os recordes mundiais e olímpicos da prova eram os seguintes:
| Recorde mundial  | Arranque  | BLR Andrei Ribakov   | 187 kg | Chiang Mai, Tailândia | 22 de setembro de 2007 |
| Recorde mundial  | Arremesso | IRI Kianoush Rostami | 220 kg | Teerã, Irã            | 31 de maio de 2016     |
| Recorde mundial  | Total     | IRI Kianoush Rostami | 395 kg | Teerã, Irã            | 31 de maio de 2016     |
| Recorde olímpico | Arranque  | BLR Andrei Ribakov   | 185 kg | Pequim, China         | 15 de agosto de 2008   |
| Recorde olímpico | Arremesso | GRE Pyrros Dimas     | 215 kg | Sydney, Austrália     | 23 de setembro de 2000 |
| Recorde olímpico | Total     | BLR Andrei Ribakov   | 394 kg | Pequim, China         | 15 de agosto de 2008   |

Depois da competição, novos recordes foram estabelecidos:
| Arremesso | 217 kg | CHN Tian Tao         | Recorde olímpico |
| Total     | 395 kg | CHN Tian Tao         | Recorde olímpico |
| Total     | 396 kg | IRI Kianoush Rostami | Recorde olímpico |

## Medalhistas
| Ouro   | IRI Kianoush Rostami |
| Prata  | CHN Tian Tao         |
| Bronze | KAZ Denis Ulanov     |

## Resultados
Participaram do evento 24 halterofilistas.
| Pos.              | Halterofilista             | Grupo | Peso corporal | Arranque (kg) | Arranque (kg) | Arranque (kg) | Arranque (kg) | Arresesso (kg) | Arresesso (kg) | Arresesso (kg) | Arresesso (kg) | Total |
| Pos.              | Halterofilista             | Grupo | Peso corporal | 1             | 2             | 3             | Resultado     | 1              | 2              | 3              | Resultado      | Total |
| ----------------- | -------------------------- | ----- | ------------- | ------------- | ------------- | ------------- | ------------- | -------------- | -------------- | -------------- | -------------- | ----- |
| Medalha de ouro   | IRI Kianoush Rostami       | A     | 84.26         | 174           | 179           | 182           | 179           | 215            | 215            | 217            | 217            | 396   |
| Medalha de prata  | CHN Tian Tao               | A     | 84.85         | 173           | 178           | 178           | 178           | 210            | 210            | 217            | 217            | 395   |
| Medalha de bronze | KAZ Denis Ulanov           | A     | 84.95         | 170           | 175           | 175           | 175           | 215            | 215            | 215            | 215            | 390   |
| 4                 | UKR Oleksandr Pielieshenko | A     | 84.73         | 170           | 173           | 175           | 175           | 210            | 210            | 212            | 210            | 385   |
| 5                 | BLR Petr Asayonak          | A     | 84.24         | 165           | 170           | 173           | 170           | 201            | 207            | 215            | 207            | 377   |
| 6                 | BLR Pavel Khadasevich      | A     | 84.47         | 166           | 170           | 173           | 170           | 195            | 201            | 201            | 195            | 365   |
| 7                 | QAT Faris Ibrahim          | A     | 84.79         | 151           | 155           | 158           | 158           | 197            | 203            | 208            | 203            | 361   |
| 8                 | FRA Giovanni Bardis        | B     | 84.63         | 160           | 160           | 165           | 165           | 185            | 190            | 192            | 192            | 357   |
| 9                 | FRA Benjamin Hennequin     | A     | 84.43         | 155           | 160           | 160           | 155           | 195            | 202            | 202            | 195            | 350   |
| 10                | CUB Yoelmis Hernández      | A     | 84.49         | 150           | 150           | 150           | 150           | 200            | 205            | 205            | 200            | 350   |
| 11                | GRE Theodoros Iakovidis    | B     | 84.58         | 151           | 156           | 160           | 160           | 186            | 190            | 197            | 190            | 350   |
| 12                | CAN Pascal Plamondon       | B     | 85.00         | 150           | 155           | 155           | 155           | 185            | 185            | 190            | 190            | 345   |
| 13                | KOR Yu Dong-ju             | B     | 84.44         | 150           | 157           | 157           | 150           | 190            | 195            | 195            | 190            | 340   |
| 14                | CRO Amar Musić             | B     | 84.58         | 140           | 145           | 150           | 150           | 180            | 180            | 186            | 186            | 336   |
| 15                | NZL Richie Patterson       | B     | 84.13         | 145           | 149           | 149           | 149           | 181            | 186            | 187            | 181            | 330   |
| 16                | VIE Hoàng Tấn Tài          | B     | 84.27         | 135           | 140           | 145           | 145           | 172            | 180            | 185            | 180            | 325   |
| 17                | BRA Welisson Silva         | B     | 84.69         | 140           | 145           | 150           | 145           | 180            | 190            | 190            | 180            | 325   |
| 18                | FIN Milko Tokola           | B     | 84.79         | 140           | 145           | 148           | 145           | 170            | 175            | 175            | 175            | 320   |
| 19                | MAR Khalid El-Aabidi       | B     | 80.57         | 120           | 127           | 130           | 120           | 153            | 160            | 165            | 165            | 285   |
| 20                | GHA Christian Amoah        | B     | 83.52         | 121           | 125           | 130           | 130           | 153            | 153            | 157            | 153            | 283   |
| –                 | MLT Kyle Micallef          | B     | 84.87         | 118           | 118           | 118           | DNF           | —              | —              | —              | —              | DNF   |
| –                 | ARM Arakel Mirzoyan        | A     | 83.67         | 158           | 158           | 160           | 158           | —              | —              | —              | —              | DNF   |
| DSQ               | ROU Gabriel Sîncrăian      | A     | 84.33         | 167           | 171           | 173           | 173           | 204            | 212            | 217            | 217            | 390   |

Antonis Martasidis, do Chipre, estava originalmente na lista de inscritos para as Olimpíadas, mas foi rejeitado dos Jogos depois de testes positivos para uma substância proibida em 25 de julho de 2016.
Legenda
| Recorde mundial      | Recorde mundial (World record)               |                       | Recorde africano                      | Recorde africano (African) |                                           | Q | Classificado por posição (Qualified) |
| Recorde olímpico     | Recorde olímpico (Olympic record)            | Recorde da América    | Recorde da América (Americas)         | q                          | Classificado por melhor tempo (Qualified) |   |                                      |
| Melhor marca do ano  | Melhor marca do ano (World leading)          | Recorde asiático      | Recorde asiático (Asian)              | DNS                        | Não largou (Did not start)                |   |                                      |
| Recorde nacional     | Recorde nacional (National record)           | Recorde europeu       | Recorde europeu (European)            | DNF                        | Não terminou (Did not finish)             |   |                                      |
| Recorde pessoal      | Recorde pessoal do atleta (Personal best)    | Recorde da Oceania    | Recorde da Oceania (Oceania)          | DSQ / DQ                   | Desclassificado (Disqualified)            |   |                                      |
| Recorde da temporada | Recorde da temporada do atleta (Season best) | Recorde sul-americano | Recorde sul-americano (South America) | NM                         | Sem marca (No mark)                       |   |                                      |